# Valeri Valinin
Valeri Vladímirovitx Valinin (en rus Валерий Владимирович Валынин) (Krasnodar, 10 de desembre de 1986) és un ciclista rus, professional del 2006 al 2012. Combinà tant la ruta com la pista.

## Palmarès en pista
- 2005
  -  Campió d'Europa sub-23 en Persecució per equips (amb Ivan Kovaliov, Sergey Kolesnikov i Alexander Khatuntsev)

## Palmarès en ruta
- 2007
  - Vencedor d'una etapa als Cinc anells de Moscou